# Cessna 172
Cessna 172 Skyhawk je jednomotorni avion s četiri sjedišta, visokokrilac. Najpopularniji je kao školski zrakoplov i kao zapadni zrakoplov koji je izrađen u najviše primjeraka.

## Razvoj
Prema dugotrajnosti i popularnosti, Cessna 172 je najuspješniji laki avion ikada proizveden. Prvi avion isporučen je 1956. godine, 2007. još uvijek se izrađuje prešavši brojku od 43.000 izrađenih primjeraka.  Glavni konkurenti na tržištu su joj Piper Cherokee, Beechcraft Musketeer, Grumman Cheetah (zadnja dva se više ne proizvode), kao i Diamond DA40 Star.
Prvi izrađeni 172 avioni bili su skoro jednaki Cessni 170, s istim ravnim zadnjim dijelom trupa i repnim kotačem. Kasnije inačice rađene su s novim stajnim trapom s nosnim kotačem, nižim podom kabine i s zadnjim kabinskim prozorom. Zadnja promjena na trupu bila je njegovo produženje pomicanjem repnog dijela u nazad sredinom 1960-ih. Struktura aviona je od tada nepromijenjena, mijenjani su samo instrumenti i motori. Od 2005. uveden je i EFIS sustav upravljanja i kontrole. Sredinom 1980-ih dolazi do prekida proizvodnje ali se ona obnavlja 1996. godine. Stariji avioni isporučivani su s motorima od 110 kW dok su kasnije inačice isporučivane s motorima snage 135 kW. 

## Inačice
Prvi let Cessna 172 imala je u studenom 1955. godine i već 1956. tvornica izrađuje 1400 aviona. Prvu inačicu početkom 1960.-tih zamjenjuje 172A s produženim trupom i pomaknutim repnim površinama prema nazad. Krajem te godine predstavljena je inačica 172B s kraćim stajnim trapom i neznatnim promjenama u opremi. 1963. godine na inačici 172D ugrađen je zadnji prozor. I sljedeće inačice neznatno su se razlikovale prateći tadašnje inivacije i poboljšanja u zrakoplovstvu. 

## Tehničke karakteristike (172R)
Izvori podataka: Loftin, L. K., Jr. Quest for performance: The evolution of modern aircraft. NASA SP-468. Inačica izvorne stranice arhivirana 13. lipnja 2006. Pristupljeno 22. travnja 2006.CS1 održavanje: više imena: authors list (link)
Osnovne karakteristike
- posada: 1
- kapacitet: 3 putnika
- dužina: 8,28 m
- raspon krila: 11 m
- površina krila: 16,2 {\displaystyle m^{2}}
- visina: 2,72 m
- aeroprofil: NACA 21412 (modificiran)
- korisni teret: 376 kg

Letne karakteristike
- najveća brzina: 228 km/h
- ekonomska brzina: 226 km/h
- dolet: 1.272 km
- brzina penjanja: 3,7 m/s
- najveća visina leta: 4,116 m
- specifično opterećenje krila: 68,8 kg m{\displaystyle m^{2}}
- motor: 1 Lycoming IO-360-L2A